# ヴィオラ・デイヴィス
ヴィオラ・デイヴィス（Viola Davis, 1965年8月11日 - ）は、アメリカ合衆国の女優、プロデューサー。日本では「ヴィオラ」表記が定着しているが、本来ファースト・ネームは「ヴァイオラ」[vˈaɪələ]と発音する。
2017年までにアカデミー賞、エミー賞、トニー賞を受賞し、演技の三冠を達成。さらに2023年にグラミー賞を受賞してEGOTも達成している。

## 略歴
サウスカロライナ州カルフーン郡セント・マシューズ出身。6人兄弟の五番目。父親は馬の調教師、母親はメイド、主婦であった。
Rhode Island Collegeで演劇を専攻して1988年に卒業。その後ジュリアード音楽院で4年学ぶ。
1993年にジュリアード音楽院を卒業後、1999年に「 Everybody's Ruby」のルビー・マッカラム役の演技でオビー賞を受賞。1990年代後半から2000年代にかけて、『ニューヨークの恋人』（2001年）、『エデンより彼方に』（2002年）、『LAW & ORDER:性犯罪特捜班』など、いくつかの映画やテレビシリーズで支持を獲得。2001年、オーガスト・ウィルソンの「キング・ヘドリー2世」で、トニー賞演劇助演女優賞を受賞。2008年、映画『ダウト〜あるカトリック学校で〜』の演技は彼女にゴールデングローブ賞、全米映画俳優組合賞助演女優賞、アカデミー助演女優賞などの候補や受賞をもたらした。デイヴィスは2010年代に大きな成功を収めた。2010年、オーガスト・ウィルソンの戯曲『フェンス』でトニー賞 演劇主演女優賞を受賞。2011年、コメディドラマ『ヘルプ 〜心がつなぐストーリー〜』で主役の1960年代の家庭教師役を演じ、アカデミー主演女優賞の候補となり、全米映画俳優組合賞主演女優賞を受賞した。

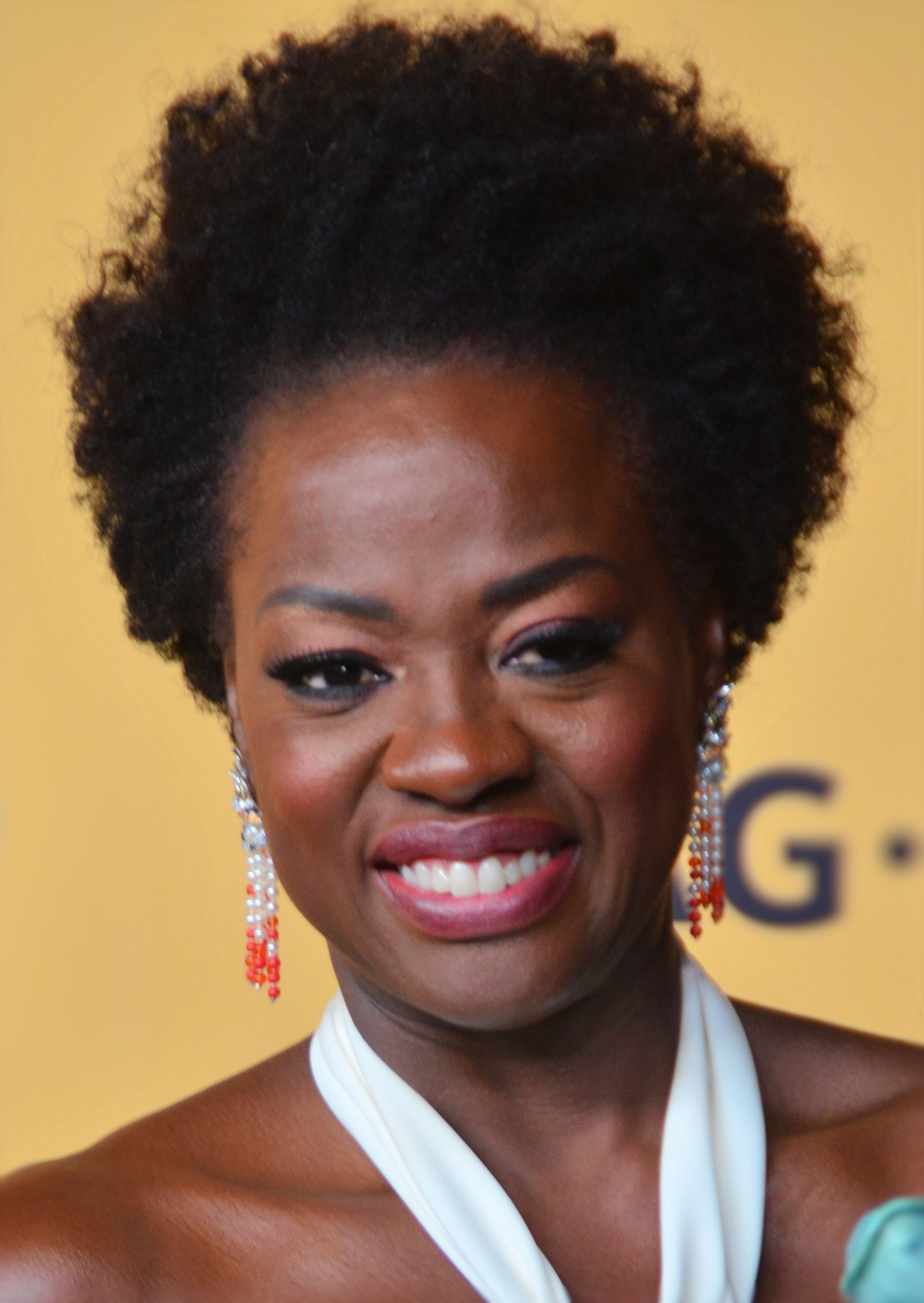
2015年、第21回全米映画俳優組合賞でのデイヴィス

2014年からABCテレビドラマ『殺人を無罪にする方法』で弁護士アナリーズ・キーティング役を演じており、2015年に黒人女性として初めてプライムタイム・エミー賞主演女優賞ドラマ部門を受賞した。2016年、映画『スーサイド・スクワッド』でアマンダ・ウォラー役を演じ、以前出演した演劇を映画化した『フェンス』に出演。後者の演技でアカデミー賞、英国アカデミー賞、クリティクス・チョイス・アワード、全米映画俳優組合賞、ゴールデングローブ賞などを受賞。デイヴィスは夫ジュリアス・テノンと製作会社ジュヴィ・プロダクションを創設した。2015年の『Lila & Eve』、2016年に『ジュリアン』の製作を手掛けた。彼女は3度アカデミー賞の候補となり、1度受賞した唯一の黒人女性であり、演技の三冠を達成した唯一の黒人俳優である。2012年と2017年に、雑誌『タイム』による「世界で最も影響力のある100人」に選出された。
2023年、自叙伝『Finding Me』で第65回グラミー賞最優秀朗読アルバムを受賞し、史上18人目のEGOT達成者となった。

## 私生活
私生活では2003年に俳優のジュリアス・テノンと結婚。ジュリアスには以前の関係でもうけた2人の子供がおり、2011年にはヴィオラとの初めての子となる娘を養子に迎えた。

## 主な出演作品

### 映画
| 年   | 日本語題 原題                                                              | 役名                        | 備考                                                                                   | 吹き替え                                      |
| ---- | -------------------------------------------------------------------------- | --------------------------- | -------------------------------------------------------------------------------------- | --------------------------------------------- |
| 1996 | 大いなる相続 The Substance of Fire                                         | 看護師                      | 日本劇場未公開                                                                         |                                               |
| 1998 | ペンタゴン・ウォーズ The Pentagon Wars                                     | ファニング                  | テレビ映画                                                                             |                                               |
| 1998 | アウト・オブ・サイト Out of Sight                                          | モーゼル                    |                                                                                        | TBA（ソフト版） 喜田あゆ美（日本テレビ版）    |
| 2000 | トラフィック Traffic                                                       | ソーシャルワーカー          |                                                                                        |                                               |
| 2001 | ニューヨークの恋人 Kate & Leopold                                          | 警官                        |                                                                                        |                                               |
| 2002 | エデンより彼方に Far from Heaven                                           | シビル                      |                                                                                        | 倉持良子                                      |
| 2002 | アントワン・フィッシャー きみの帰る場所 Antwone Fisher                     | エヴァ・メイ                |                                                                                        | 藤生聖子                                      |
| 2002 | ソラリス Solaris                                                           | ヘレン・ゴードン            |                                                                                        | 津田真澄                                      |
| 2005 | ストーン・コールド -影に潜む- Stone Cold                                   | モリー・クレイン            | テレビ映画                                                                             | 梅田貴公美                                    |
| 2005 | ゲット・リッチ・オア・ダイ・トライン Get Rich or Die Tryin'                | 祖母                        |                                                                                        | 小宮和枝                                      |
| 2005 | シリアナ Syriana                                                           | CIAの議長                   | クレジットなし                                                                         |                                               |
| 2006 | 警察署長 ジェッシイ・ストーン 暗夜を渉る Jesse Stone: Night Passage        | モリー・クレイン            | テレビ映画                                                                             | 梅田貴公美                                    |
| 2006 | 警察署長 ジェッシイ・ストーン 湖水に消える Jesse Stone: Death in Paradise  | モリー・クレイン            | テレビ映画                                                                             | 梅田貴公美                                    |
| 2006 | ワールド・トレード・センター World Trade Center                            | 病院の母親                  |                                                                                        |                                               |
| 2007 | ディスタービア Disturbia                                                   | パーカー刑事                |                                                                                        | 上村典子                                      |
| 2007 | 警察署長ジェッシイ・ストーン 訣別の海 Jesse Stone: Sea Change              | モリー・クレイン            | テレビ映画                                                                             | 梅田貴公美                                    |
| 2008 | 最後の初恋 Nights in Rodanthe                                              | ジャン                      |                                                                                        | 福田如子                                      |
| 2008 | ダウト〜あるカトリック学校で〜 Doubt                                       | ミラー夫人                  | アカデミー助演女優賞ノミネート ゴールデングローブ賞 助演女優賞ノミネート               | 喜田あゆ美                                    |
| 2009 | 消されたヘッドライン State of Play                                         | ジュディス・フランクリン    |                                                                                        |                                               |
| 2009 | 完全なる報復 Law Abiding Citizen                                           | 市長                        |                                                                                        | 林りんこ                                      |
| 2010 | ナイト&デイ Knight and Day                                                 | イザベル・ジョージ長官      |                                                                                        | 高山佳音里                                    |
| 2010 | 食べて、祈って、恋をして Eat Pray Love                                     | デリア                      |                                                                                        | 上村典子                                      |
| 2010 | チャット 〜罠に堕ちた美少女〜 Trust                                        | ゲイル                      | 日本劇場未公開                                                                         | （吹き替え版なし）                            |
| 2010 | なんだかおかしな物語 It's Kind of a Funny Story                            | ミネルバ先生                | 日本劇場未公開                                                                         |                                               |
| 2011 | ヘルプ 〜心がつなぐストーリー〜 The Help                                   | エイビリーン・クラーク      | アカデミー主演女優賞ノミネート ゴールデングローブ賞 主演女優賞（ドラマ部門）ノミネート | 喜田あゆ美                                    |
| 2011 | ものすごくうるさくて、ありえないほど近い Extremely Loud & Incredibly Close | アビー・ブラック            |                                                                                        | 山像かおり                                    |
| 2012 | ウォント・バック・ダウン -ママたちの学校戦争- Won't Back Down              | ノーナ・アルバーツ          | 日本劇場未公開                                                                         | （吹き替え版なし）                            |
| 2012 | マリリン・モンロー 瞳の中の秘密 Love, Marilyn                              | 本人                        |                                                                                        | （吹き替え版なし）                            |
| 2013 | ビューティフル・クリーチャーズ 光と闇に選ばれし者 Beautiful Creatures      | エマ                        |                                                                                        |                                               |
| 2013 | プリズナーズ Prisoners                                                     | ナンシー・バーチ            |                                                                                        | 喜田あゆ美（ソフト版） 朴璐美（BSジャパン版） |
| 2013 | ラブストーリーズ コナーの涙 The Disappearance of Eleanor Rigby: Him        | リリアン・フリードマン教授  |                                                                                        | （吹き替え版なし）                            |
| 2013 | ラブストーリーズ エリナーの愛情 The Disappearance of Eleanor Rigby: Her    | リリアン・フリードマン教授  |                                                                                        | （吹き替え版なし）                            |
| 2013 | エンダーのゲーム Ender's Game                                              | グウェン・アンダースン少佐  |                                                                                        | 斉藤貴美子                                    |
| 2014 | ジェームス・ブラウン 最高の魂を持つ男 Get on Up                            | スージー・ブラウン          |                                                                                        | 西宏子                                        |
| 2015 | ブラックハット Blackhat                                                    | キャロル・バレットFBI捜査官 |                                                                                        | 上村典子                                      |
| 2015 | Lila & Eve                                                                 | Lila Walcott                | 兼製作総指揮                                                                           | N/A                                           |
| 2016 | Custody                                                                    | Judge Martha Sherman        | 兼製作総指揮                                                                           | N/A                                           |
| 2016 | スーサイド・スクワッド Suicide Squad                                       | アマンダ・ウォラー          |                                                                                        | 上村典子                                      |
| 2016 | フェンス Fences                                                            | ローズ・リー・マクソン      | アカデミー助演女優賞受賞 ゴールデングローブ賞 助演女優賞受賞                           | 上村典子                                      |
| 2018 | ロスト・マネー 偽りの報酬 Widows                                           | ヴェロニカ                  | 日本劇場未公開                                                                         | 上村典子                                      |
| 2019 | トゥループ・ゼロ〜夜空に恋したガールスカウト〜 Troop Zero                  | ミス・レイリーン            | 兼製作                                                                                 | 斉藤貴美子                                    |
| 2020 | マ・レイニーのブラックボトム Ma Rainey's Black Bottom                      | マ・レイニー                | Netflixオリジナル映画                                                                  | 五十嵐麗                                      |
| 2021 | ザ・スーサイド・スクワッド “極”悪党、集結 The Suicide Squad                | アマンダ・ウォラー          |                                                                                        | 上村典子                                      |
| 2021 | 消えない罪 The Unforgivable                                                | リズ・イングラム            | Netflixオリジナル映画                                                                  | 林真里花                                      |
| 2022 | ウーマン・キング 無敵の女戦士たち The Woman King                           | ナニスカ                    | 兼製作 日本劇場未公開                                                                  | 上村典子                                      |
| 2022 | ブラックアダム BlackAdam                                                   | アマンダ・ウォラー          |                                                                                        | 上村典子                                      |
| 2023 | AIR/エア Air                                                               | デロリス・ジョーダン        |                                                                                        | 塩田朋子                                      |
| 2023 | ハンガー・ゲーム0 The Hunger Games: The Ballad of Songbirds and Snakes     | ヴォラムニア・ゴール博士    |                                                                                        | 五十嵐麗                                      |
| 2024 | カンフー・パンダ 4 伝説のマスター降臨 Kung Fu Panda 4                      | カメレオン                  | 声の出演                                                                               | 幸田直子                                      |
| 2025 | G20 〜大統領を救出せよ〜 G20                                               | テイラー・サットン大統領    | 兼製作                                                                                 | 五十嵐麗                                      |

### テレビシリーズ
| 年        | 日本語題 原題                                              | 役名                       | 備考 | 吹き替え |
| --------- | ---------------------------------------------------------- | -------------------------- | --- | -------- |
| 1996      | NYPDブルー NYPD Blue                                       | 女性                       | 第4シーズン第1話「決意」                                                                                             |          |
| 2000      | City of Angels                                             | リネット・ピーラー看護婦   | 計24話出演 | N/A      |
| 2001      | プロビデンス Providence                                    | エレノア・ワイス           | 第4シーズン第4話「You Can Count on Me」                                                                              |          |
| 2001      | 堕ちた弁護士 -ニック・フォーリン- The Guardian             | 弁護士                     | 第1シーズン第5話「幼馴染」                                                                                           |          |
| 2001      | サード・ウォッチ Third Watch                               | マーゴ・ロドリゲス         | 第3シーズン第8話「Act Brave」                                                                                        |          |
| 2002      | LAW & ORDER:犯罪心理捜査班 Law & Order: Criminal Intent    | テリー・ランドルフ         | 第1シーズン第20話「警察官の誇り」                                                                                    |          |
| 2002      | CSI:科学捜査班 CSI: Crime Scene Investigation              | キャンベル弁護士           | 第3シーズン第6話「死刑執行停止」                                                                                     |          |
| 2003      | ザ・プラクティス ボストン弁護士ファイル The Practice       | アイシャ・クレンショー     | 第8シーズン第1話「We the People」                                                                                    |          |
| 2003-2008 | LAW & ORDER:性犯罪特捜班 Law & Order: Special Victims Unit | ドナ・エメット             | 計7話出演 |          |
| 2004      | Century City                                               | ハンナ・クレイン           | 計9話出演 | N/A      |
| 2005      | スレッシュホールド 〜The Last Plan〜 Threshold             | ヴィクトリア・ロッシ       | 第1シーズン第5話「Shock」                                                                                            |          |
| 2006      | WITHOUT A TRACE/FBI 失踪者を追え! Without a Trace          | オードリー・ウィリアムズ   | 第4シーズン第23話「命の格差」                                                                                        |          |
| 2007      | Traveler                                                   | ジャン・マーロウ捜査官     | 計8話出演 | N/A      |
| 2008      | ブラザーズ&シスターズ Brothers & Sisters                   | エレン・スナイダー         | 第2シーズン第14話「戸惑いの波」                                                                                      |          |
| 2008      | アンドロメダ・ストレイン The Andromeda Strain              | シャーリーン・バートン博士 | 全4話のミニシリーズ 計3話出演                                                                                        |          |
| 2010      | ユナイテッド・ステイツ・オブ・タラ United States of Tara   | リンダ・P・フレイジャー    | 計6話出演 |          |
| 2014-2020 | 殺人を無罪にする方法 How to Get Away with Murder           | アナリーズ・キーティング   | 主演、計90話出演 兼製作（計16話） 2015年プライムタイムエミー賞主演女優賞ドラマ部門受賞、2016年と2017年同賞ノミネート | 五十嵐麗 |
| 2018      | スキャンダル 託された秘密 Scandal                          | アナリーズ・キーティング   | 第7シーズン第12話「正義への道のり」                                                                                  | 五十嵐麗 |
| 2022      | ピースメイカー Peacemaker                                  | アマンダ・ウォラー         | 計2話出演（クレジットなし）                                                                                          | 上村典子 |
| 2022      | ファーストレディ The First Lady                            | ミシェル・オバマ           | 計10話出演 兼製作総指揮                                                                                              | 皆川純子 |
| 2024      | クリーチャー・コマンドーズ Creature Commandos              | アマンダ・ウォラー         | |          |